# Жабно (Великопольське воєводство)
Жабно (пол. Żabno) — село в Польщі, у гміні Бродниця Сьремського повіту Великопольського воєводства.
Населення — 497 осіб (2011).
У 1975-1998 роках село належало до Познанського воєводства.

## Демографія
Демографічна структура станом на 31 березня 2011 року:
|          | Загалом | Допрацездатний вік | Працездатний вік | Постпрацездатний вік |
| -------- | ------- | ------------------ | ---------------- | -------------------- |
| Чоловіки | 254     | 63                 | 174              | 17                   |
| Жінки    | 243     | 57                 | 150              | 36                   |
| Разом    | 497     | 120                | 324              | 53                   |